# Jawhen Hoetarovitsj
Jaoeheni Hoetarovitsj (Wit-Russisch: Яўген Гутаровіч, ook geschreven als Yauheni Goetarovitsj en Yauheni Hutarovich (Minsk, 29 november 1983), is een Wit-Russisch voormalig wielrenner. Hoetarovitsj reed voor onder meer La Française des Jeux en AG2R La Mondiale. Hij behaalde vooral etappezeges in kleinere rondes. Tijdens de Ronde van Frankrijk van 2009 was Hoetarovitsj drager van de rode lantaarn. In 2008, 2009, 2012 en 2014 werd hij nationaal kampioen.

## Belangrijkste overwinningen
2006
- 3e en 4e etappe Circuit des Ardennes
- 1e en 4e etappe Tour de la Manche
- 1e etappe deel a Tour Alsace

2007
- 2e etappe Tour du Poitou-Charentes

2008
- 2e etappe Driedaagse van West-Vlaanderen
- 2e en 4e etappe Ronde van Burgos
- Puntenklassement Ronde van Burgos
- Wit-Russisch kampioen op de weg, Elite

2009
- 1e en 5e etappe Ronde van de Middellandse Zee
- 6e etappe Ronde van Gabon
- 2e etappe Omloop van Lotharingen
- Wit-Russisch kampioen op de weg, Elite
- Ronde van de Somme

2010
- 1e en 3e etappe Ronde van de Middellandse Zee
- 1e etappe Omloop van Lotharingen
- 3e etappe Ronde van Polen
- 2e etappe Ronde van Spanje

2011
- 1e etappe Ster van Bessèges
- Coppa Bernocchi
- Eindklassement Trittico Lombardo
- 2e etappe Ronde van Poitou-Charentes
- Nationale Sluitingsprijs

2012
- Wit-Russisch kampioen op de weg, Elite
- 1e etappe Ronde van de Ain
- 2e etappe A Ronde van de Ain

2014
- Ronde van de Somme
- Wit-Russisch kampioen op de weg, Elite
- 1e etappe en puntenklassement Ronde van Polen

2015
- 5e, 7e en 8e etappe La Tropicale Amissa Bongo

## Resultaten in voornaamste wedstrijden
| Jaar | Ronde van Italië | Ronde van Frankrijk | Ronde van Spanje |
| ---- | ---------------- | ------------------- | ---------------- |
| 2007 |                  |                     |                  |
| 2008 | opgave           |                     |                  |
| 2009 |                  | 154e (laatste)      |                  |
| 2010 |                  |                     | 135e (1)         |
| 2011 |                  |                     |                  |
| 2012 |                  | opgave              |                  |
| 2013 |                  |                     |                  |
| 2014 |                  |                     | 134e             |
| 2015 |                  |                     |                  |
| 2016 |                  |                     |                  |

| Jaar | Milaan-San Remo | Gent-Wevelgem | Ronde van Vlaanderen | Parijs-Roubaix | Parijs-Tours | Kuurne-Brussel-Kuurne | Brussels Cycling Classic |  | WK op de weg |  | Wereldranglijsten |
| ---- | --------------- | ------------- | -------------------- | -------------- | ------------ | --------------------- | ------------------------ |  | ------------ |  | ----------------- |
| 2007 |                 |               |                      |                |              | 16e                   |                          |  |              |  |                   |
| 2008 |                 |               |                      |                | 21e          |                       |                          |  | opgave       |  | 115e (UPT)        |
| 2009 | 145e            | 13e           |                      | 22e            | 10e          |                       |                          |  |              |  | 149e (UWK)        |
| 2010 | 149e            |               | opgave               | 72e            |              |                       |                          |  | 51e          |  | 115e (UWK)        |
| 2011 | 40e             | 112e          |                      | opgave         | opgave       | ↑                     | Zilver                   |  | 27e          |  |                   |
| 2012 |                 | 116e          |                      | 41e            |              | ↑                     | 13e                      |  |              |  | 175e (UWT)        |
| 2013 |                 | 21e           |                      | 61e            |              |                       | 15e                      |  |              |  | 190e (UWT)        |
| 2014 |                 | 8e            |                      | 46e            | 22e          | 18e                   |                          |  | opgave       |  |                   |
| 2015 |                 |               |                      | opgave         | opgave       |                       | 39e                      |  | opgave       |  |                   |
| 2016 |                 |               |                      | opgave         | 69e          |                       |                          |  | 31e          |  |                   |

## Olympische Spelen
- Wegrit mannen 2012: 53e

## Ploegen
- 2007- Roubaix Lille Métropole
- 2008- La Française des Jeux
- 2009- Française des Jeux
- 2010- Française des Jeux
- 2011- FDJ
- 2012- FDJ-BigMat
- 2013- AG2R La Mondiale
- 2014- AG2R La Mondiale
- 2015- Bretagne-Séché Environnement